# واشنطن لويس بيريرا دي سوزا
واشنطن لويس بيريرا دي سوزا (بالبرتغالية: Washington Luís Pereira de Sousa) رئيس البرازيل الثالث عشر، حكم البرازيل للفترة 1926-1930 خلفاً للرئيس أرتر برنارديس.
جاء بعده الرئيس خوليو بريستيس.

## روابط خارجية
- واشنطن لويس بيريرا دي سوزا على موقع الموسوعة البريطانية (الإنجليزية)